# Бядки (станция)
Бядки (пол. Biadki) — пассажирская и грузовая железнодорожная станция в селе Бядки в гмине Кротошин, в Великопольском воеводстве Польши. Имеет 2 платформы и 3 пути.
Станция на железнодорожной линии Лодзь-Калиская — Форст, построена в 1888 году, когда эта территория была в составе Германской империи.